# Ioánnis Kefaloyánnis (né en 1982)
Pour les articles homonymes, voir Ioannis Kefalogiannis.
Ioánnis Kefaloyánnis (en grec Ιωάννης Αχ. Κεφαλογιάννης), né le 18 juin 1982 à Réthymnon en Grèce, est un homme politique grec.

## Biographie
Aux élections législatives grecques de janvier 2015, il est élu député au Parlement hellénique sur la liste de la Nouvelle Démocratie dans la circonscription de Réthymnon. Il est élu secrétaire pour la première session de la XVIe législature avec 222 votes positifs le 6 février.